# Tuborg
Tuborg é uma empresa e marca de cerveja  dinamarquesa. A fábrica Tuborgs fabrikker foi fundada em 1873 por Carl Frederik Tietgen. Desde 1969, faz parte da empresa Carlsberg. Tem a sua sede em Hellerup, um distrito do norte de Copenhague.